# Желтушка тизо
Желтушка тизо или желтушка горная (лат. Colias thisoa) — дневная бабочка рода Colias из подсемейства желтушки семейства белянки.

## Происхождение названия
Тизо — имя греческого происхождения

## Систематика
- Colias thisoa thisoa (Большой Кавказ)
- Colias thisoa strandiana Sheljuzhko, 1935 (Малый Кавказ, Армения)
- Colias thisoa shakuhensis Sheljuzhko, 1935 (Талыш, Копет-Даг)
- Colias thisoa aeolides Grum-Grshimailo, 1890 (северный и внутренний Тянь-Шань, Гиссар, Дарваз, Алай)
- Colias thisoa urumtsiensis Verity, 1909 (центральный Тянь-Шань)
- Colias thisoa irtyschensis Lukhtanov, 1999 (юго-западный Алтай)
- Colias thisoa nikolaevi Korshunov, 1998 (Алтай, Курай, урочище Тюргуно)
- Colias thisoa morguni Kiryanov, 2022 (Турция)

## Описание

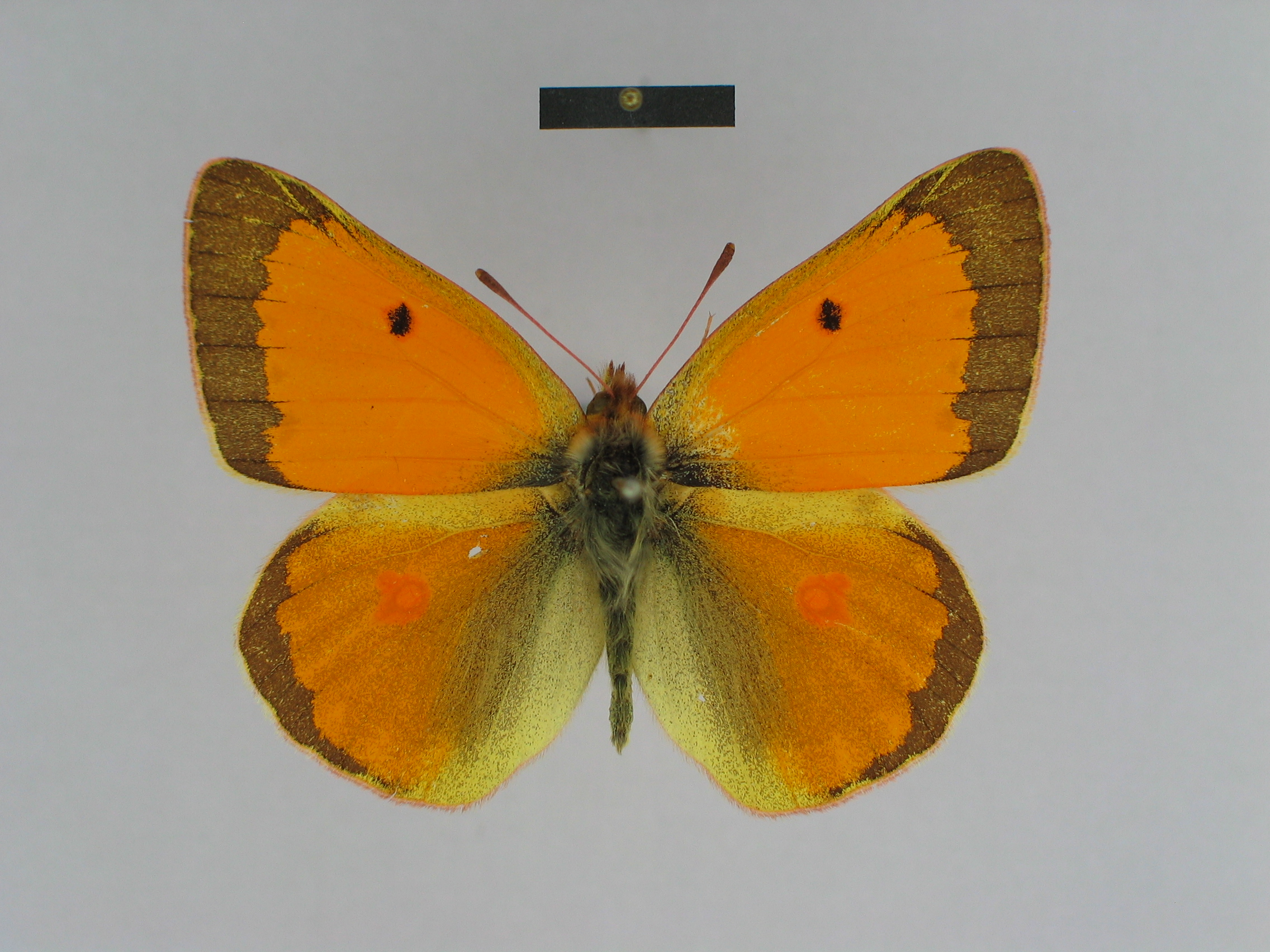
Самец подвида Colias thisoa aeolides

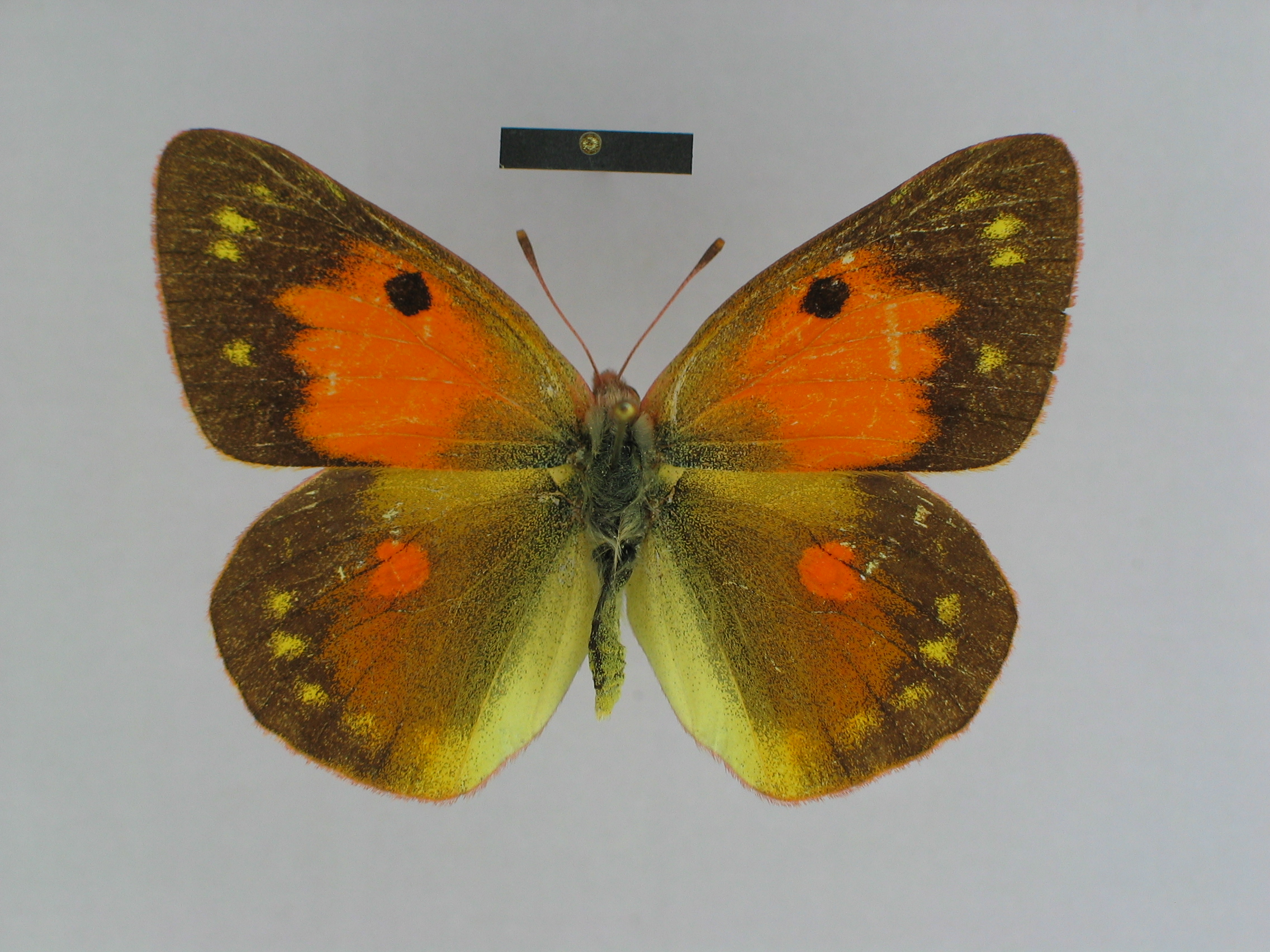
Самка подвида Colias thisoa irtyschensis

Длина переднего крыла 21—27 мм, размах крыльев 42—51 мм. Дневная бабочка с ярко выраженным половым диморфизмом. Верхняя сторона крыльев самцов насыщенно ярко-оранжевая, иногда с фиолетовым отливом. Костальный край ярко-желтого цвета. Чёрное окаймление наружного края узкое (не более 4 мм), вблизи вершины крыла прорезано жёлтыми жилками. У недавно вышедших из куколки экземпляров чёрная кайма крыльев сильно опылена желтыми чешуйками. Дискальная точка небольшого размера, чёрная, бахромка розовая.
На задних крыльях краевое окаймление крыла чёрного цвета, узкое, костальная и анальная области жёлтого цвета. Оранжевый фон крыльев с густым черноватым опылением, наиболее интенсивно выраженным в анальном секторе. Дискальное пятно красно-оранжевого цвета.
Передние крылья самцов на нижней стороне двуцветные: внешнее поле окрашено в зеленовато-желтые цвета с субмаргинальным рядом треугольных черных пятен. Центральная область крыла оранжево-жёлтая, у заднего края беловато-жёлтая. Заднее крыло на нижней стороне зеленовато-желтое, с черноватым опылением, бахромка у переднего угла беловатая, вблизи заднего — розовая.
У самок переднее крыло сверху окрашено в красновато-оранжевые цвета, с широкой черноватой каймой (более 6 мм), заходящей на костальный край. По ней проходят 5—7 желтых пятен. Заднее крыло интенсивно зачерненное, его центральная область окрашена с примесями оранжевого. На этом фоне развит полный ряд крупных желтых прикраевых пятен и красно-оранжевое дискальное пятно. Нижнее сторона крыльев самки окрашена менее ярко чем у самца.

## Ареал
Глобальный ареал западно-центральнопалеарктического типа, дизъюнктивный. Вид известен из горных систем Малой Азии, Большого и Малого Кавказа, Средней Азии, Алтая. На территории России вид представлен двумя подвидами в изолированных популяциях в высокогориях Алтая и Большого Кавказа. На Северном Кавказе вид известен из Северной Осетии — Алании, Кабардино-Балкарии, Красноярского Края.

## Местообитание
На Кавказе желтушка Тизо населяет высокогорные луга альпийского и субальпийского пояса на высотах от 2300 до 3200 м. (в Армении). Предпочитает хорошо прогреваемые склоны южных экспозиций, избегая высокотравья и родеротов. Вид редкий, практически всегда единичные находки.

## Экология
Биология изучена плохо. За год развивается одно поколение бабочек. Первые бабочки на южных склонах начинают летать уже в начале июня, пик лёта приходится на конец июля — начало августа. Бабочки могут отмечаться до конца августа. Самцы характеризуются быстрым полетом, в поисках самок часто значительно удаляются за пределы характерных биотопов. Самки малоактивные. Самцы порой они могут охранять свою территорию от посягательства других самцов. Самки откладывают яйца по одному. Из кормовых растений гусениц отмечались остролодочник синий (Oxytropis cyanea), горошек и высокогорные астрагалы. Гусеницы достигают второго возраста, перестают кормиться и зимуют.

## Охрана
Вид занесен в Красную книгу Красноярского края.